# Chelghoum Laïd (distrito)
Chelghoum Laïd é um distrito localizado na província de Mila, Argélia, e cuja capital é a cidade de mesmo nome. A população total do distrito era de 137 448 habitantes, em 2008.[carece de fontes?]

## Comunas
O distrito está dividido em três comunas:
- Aïn Mellouk
- Oued Athmania
- Chelghoum Laïd